# Saab 9-5
Saab 9-5 är en svensk personbil som tillverkades i två generationer av Saab 1997-2011.

## Modellbeteckningen
Beteckningen 95 uppfanns i slutet av 80-talet. Modellbeteckningarna hade sedan flygets tider alltid varit tal. Bilarnas stamtavla förordade även en stigande nummerserie: 90, 92, 93, 95, 96, 99, 900 och 9000. Med en nära nog exponentiell talserie, skulle nästa nummer bli stort. Modellbeteckningen skrivs 9-5 och uttalas nio-fem.

## Generation 1 (1997–2010)
Den helt nya 9-5 ersatte den gamla Saab 9000 som Saabs största bil. Saab 9-5 har de klassiska Saab-dragen men förekommer även i en för Saabs del historiskt ovanlig kombimodell. Däremot blev det ingen combi-coupé, som Saab kallade sina halvkombibilar sedan Saab 99. Saab hade vid lanseringen 1998 av 9-5 Combi inte haft en kombibil sedan 1978, då tillverkningen av Saab 95 lades ner. Chef för designutvecklingen var Einar J. Hareide.
Tekniskt sett var det bara motorer och växellådor som var av samma typ som i Saab 9000. Saab 9-5 är chassimässigt baserad på Opel Vectra, och försedd med delad bakaxel, vilket är första gången på en Saab. Bilen var när den kom mjukt fjädrad, vilket gav god åkkomfort men tveksamma vägegenskaper i kritiska situationer. Något som dock förbättrades omgående.
Interiören upplevdes när den kom som väldigt modern, med till exempel ”Night Panel” som gjorde att man kunde släcka ner alla instrument utom hastighetsmätaren vid mörkerkörning. Precis som 9-3 hade den tändningsnyckeln mellan framstolarna. Jämfört med 9-3 var utrymmen och åkkomfort betydligt bättre, även om storleken inte skilde sig så mycket utvändigt.
Saab 9-5, och då framförallt dess kombiversion, har rönt stora framgångar i Sverige, och låg i många år i toppen i försäljningsstatistiken. Den har dessutom flera gånger rankats som den säkraste bilen i Sverige av Folksam.

### Uppdateringar 2002
I och med modellåret 2002 uppdaterades Saab 9-5 med bland annat ett delvis nytt motorprogram, en ny front, nya bakluckor och baklyktor, ny styrning och en ny typ av adaptiv krockkudde. Som tillval tillkom bland annat ESP (Electronic Stability Program), antispinn, antisladd, bi-xenonljus och GPS.

### Uppdateringar 2006
9-5:an uppdaterades ordentligt för modellår 2006 med bland annat omdesignad exteriör (till exempel ny front med kromringar runt strålkastarna och helröda bakljus), ny instrumentering, hårdare stötdämpare, kraftigare krängningshämmare, ökad spårvidd med 6 mm, nya motorer anpassade för etanol-bensinblandningen E85 samt ökad längd med 9 mm för sedanmodellen och 13 mm för kombin. Det sänkta chassiet innebar att sedanen blev 21 mm lägre, kombin 4 mm. Toppmodellen Aero vässades samtidigt från 250 hk till 260 hk och försågs med bredare däck. I denna version har bilen blivit prisad av journalister världen över för sitt chassi.
Den sista 9-5 i sedanutförande av första generationen rullade av produktionslinan den 2 juli 2009. Den sista kombiversionen rullade av bandet den 1 februari 2010 klockan 12.30 och kördes därefter till Saabs bilmuseum i Trollhättan.

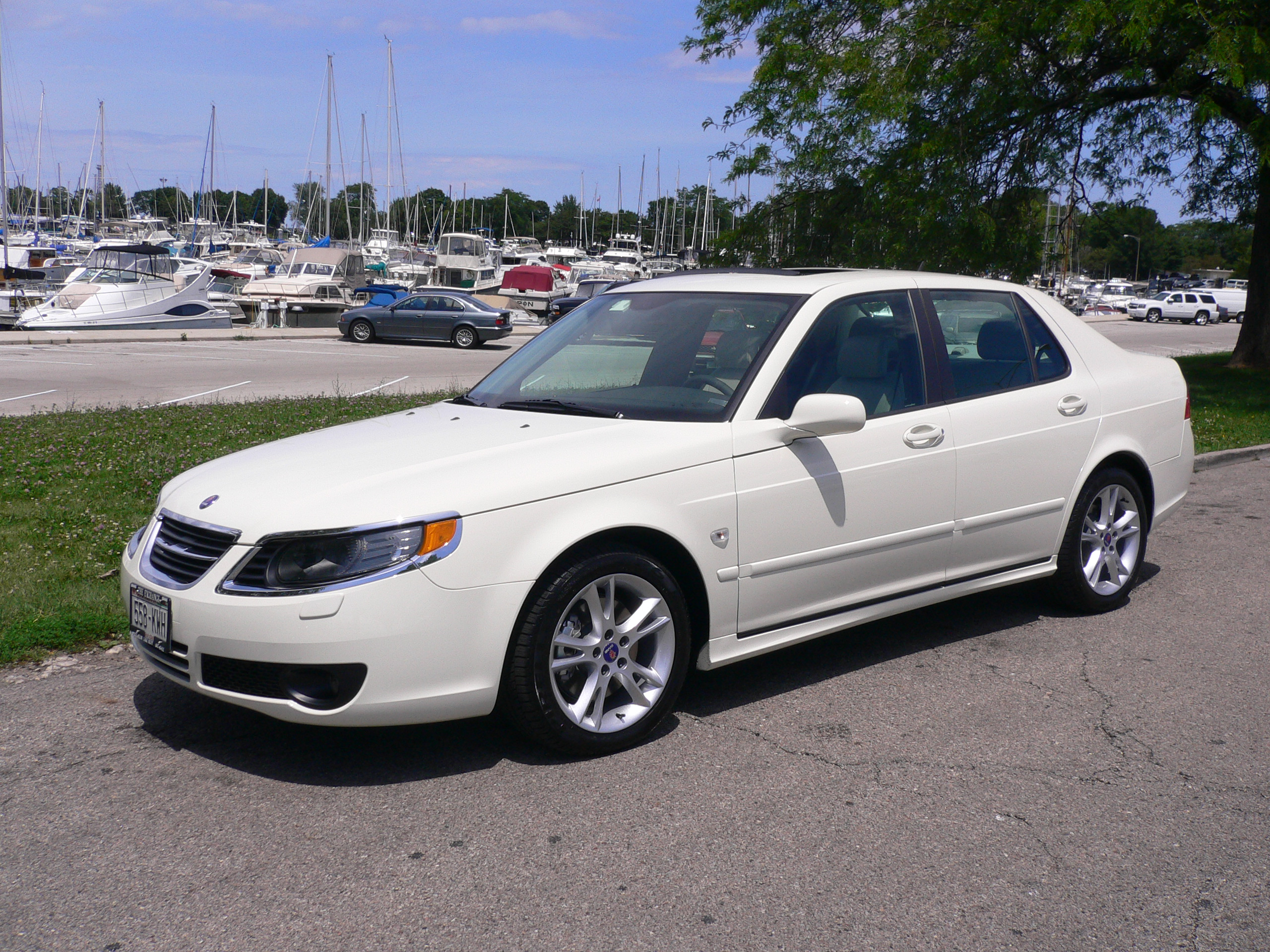
Saab 9-5 årsmodell 2007 (USA-version)

### Motorer

#### Motorproblem
Saab 9-5 har haft vissa problem med höga avgasvärden. Framförallt Aero-motorn har uppnått dåliga resultat i avgasutsläppsnivåtester.[källa behövs] Tester (av bland annat Teknikens Värld) visar också på hur motorerna (framförallt 2,3 l-motorn B235) under hög belastning släpper ut onormalt höga halter miljöskadliga ämnen.[källa behövs] Saab har dock kritiserat utförandet av dessa tester, man har menat att motorerna dels inte fått tillräcklig kylning men också att de externa bränslepumpar som används vid dessa mätningar har orsakat skenande bränsletryck vilket orsakat en för fet blandning, något som sägs förklara de onormala värdena.[källa behövs]
Saab 9-5 från 1998–2003 har hamnat i dålig dager på grund av de motorproblem som drabbat bilar som inte skötts väl eller som körts korta sträckor åt gången utan att motorn blivit varm och utan att man anpassat oljebytena till körförhållandena. Det beskrivs i serviceboken vad som anses vara svårare körförhållanden.[källa behövs]
Problemet kallas oil sludge. Under ungefär samma period har många andra tillverkares modeller haft liknande problem. Audi har förlängt motorgarantin till 8 år för drabbade modeller. Exempel på andra tillverkare som också haft problem med oil sludge är BMW, Lexus/Toyota, Chrysler/Dodge, Hyundai och Volkswagen/Audi.[källa behövs] Oljekanalerna täpps igen med bristfällig smörjning och motorskador som resultat. Orsaken till oil sludge är att kolvringarna anpassats för låg friktion, läs bränsleförbrukning, som medför att ökade halter av vevhusgaser kommer i kontakt med oljan. Dessa vevhusgaser har en nedbrytande effekt på motoroljan.[källa behövs] Dessutom har man också reducerat oljepumpens kapacitet något och man har också ökat temperaturen då oljekylarens termostat öppnar samtidigt som man ökat motorernas effektuttag.[källa behövs] Med anledning av dessa problem har Saab förlängt maskinskadegarantin till åtta år.[källa behövs] För att förebygga motorproblem kan det vara lämpligt att byta olja oftare än det längsta intervall som serviceboken föreskriver och/eller använda en bra motorolja anpassad för prestandamotorer. Saab har för alla drabbade modeller tagit fram åtgärdspaket som förbättrat vevhusventilationen och problemet är nu helt borta. Ett annat problem med en av Saabs dieselmotorer som kan uppkomma är det som Teknikens Värld skrev om i sitt begagnattest av Saab 9-5. De skriver så här, "Den motor man verkligen ska passa sig för är 3.0 TiD. En Isuzu-diesel där cylinderfodren kan sjunka med katastrof som följd." De fortsätter: "Vanligare och en bättre dieselmotor är 2,2 TiD, för att inte tala om 1,9 TiD som kom 2006"[källa behövs]

#### Etanolbilar
I samband med att E85 började bli populärt som fordonsbränsle runt 2005 släpptes även Saab 9-5 i miljöklassade versioner. Särskilt i Stockholmsområdet fanns efterfrågan på miljöbilar som var befriade från trängselskatt. Eftersom Saab bara hade turbomotorer på programmet blev det också naturligt att utnyttja E85-bränslets högre oktantal till att höja effekten. En 2,0t-motor gav därför 180 hk i stället för 150, och 2,3t hela 210 hk i stället för 185. Den högre effekten gick bara att få ut om man faktiskt hade E85 i tanken, och vid körning på bensin blev effekten alltså lägre. 

#### Motorprogram
| Modell              | Modellår        | Motor       | Motortyp   | Cylindervolym | Max. effekt                          | Max. vridmoment                                               | 0–100 km/h    |
| ------------------- | --------------- | ----------- | ---------- | ------------- | ------------------------------------ | ------------------------------------------------------------- | ------------- |
| 1.9TiD              | 2006.01-        | Fiat Z19DTH | R4, diesel | 1910 cm³      | 150 hk (110 kW) vid 4 000 varv/minut | 320 Nm vid 2 000 varv/minut                                   | 10,1 (10,7) s |
| 2.2TiD              | 2002-2006       | Opel        | R4, diesel | 2171 cm³      | 120 hk (88 kW) vid 4 000 varv/minut  | 280 Nm vid 1 500 varv/minut                                   | 11,0 s        |
| 3.0 V6TiD           | 2001-2006       | Isuzu       | V6, diesel | 2958 cm³      | 176 hk (130 kW) vid 4 000 varv/minut | 350 Nm vid 1 800 varv/minut                                   | 8,9 s         |
| 2.0t                | 1997-09         | B205E       | R4, bensin | 1985 cm³      | 150 hk (110 kW) vid 5 500 varv/minut | 240 Nm vid 1 800 varv/minut                                   | 9,8 (10,2) s  |
| 2.0t (Saab Trimkit) | 1997-09         | B205E       | R4, bensin | 1985 cm³      | 192 hk (141 kW) vid 5 500 varv/minut | 300 Nm vid 3 500 varv/minut eller 263 Nm vid 2 100 varv/minut | 8,3 s         |
| 2.0t BioPower       | 2005-           | B205E       | R4, E85    | 1985 cm³      | 180 hk (132 kW) vid 5 500 varv/minut | 280 Nm vid 4 500 varv/minut                                   | 8,5 (9,0) s   |
| 2.3t BioPower       | 2006-           | B235E       | R4, E85    | 2290 cm³      | 210 hk (154 kW) vid 5 500 varv/minut | 310 Nm vid 4 500 varv/minut                                   | 7,9 (8,5) s   |
| 2.3t                | 1997.09-2001    | B235E       | R4, bensin | 2290 cm³      | 170 hk (125 kW) vid 5 500 varv/minut | 280 Nm vid 1 800 varv/minut                                   | 8,7 (9,3) s   |
| 2.3t                | 2001.01-        | B235E       | R4, bensin | 2290 cm³      | 185 hk (136 kW) vid 5 500 varv/minut | 280 Nm vid 1 800 varv/minut                                   | 8,3 (8,8) s   |
| 2.3T                | 2004-           | B235L       | R4, bensin | 2290 cm³      | 220 hk (162 kW) vid 5 500 varv/minut | 310 Nm vid 2 500 varv/minut                                   | 7,8 (8,3) s   |
| 3,0t V6             | 1998.01-2002    | B308E       | V6, bensin | 2962 cm³      | 200 hk (147 kW) vid 5 000 varv/minut | 310 Nm vid 2 500 varv/minut                                   | 8,3 (auto) s  |
| Aero                | 1999.10-2001.09 | B235R       | R4, bensin | 2290 cm³      | 230 hk (172 kW) vid 5 500 varv/minut | 350 Nm vid 1 900 varv/minut                                   | 6,9 (7,3) s   |
| Aero                | 2001.09-2005.10 | B235R       | R4, bensin | 2290 cm³      | 250 hk (184 kW) vid 5 300 varv/minut | 350 Nm vid 1 900 varv/minut                                   | 6,9 (7,3) s   |
| Aero                | 2005.11-        | B235R       | R4, bensin | 2290 cm³      | 260 hk (191 kW) vid 5 300 varv/minut | 350 Nm vid 1 900 varv/minut                                   | 6,9 (7,3) s   |
| Hirsch              | 2001-2005.10    | B235R       | R4, bensin | 2290 cm³      | 305 hk (224 kW) vid 5 500 varv/minut | 410 Nm vid 2 000 varv/minut                                   | 6,2 (-) s     |
| Hirsch              | 2006-2009       | B235R       | R4, bensin | 2290 cm³      | 310 hk (226 kW) vid 5 500 varv/minut | 420 Nm vid 2 000 varv/minut                                   | 6,0 (-) s     |

## Generation 2 (2010–2011)

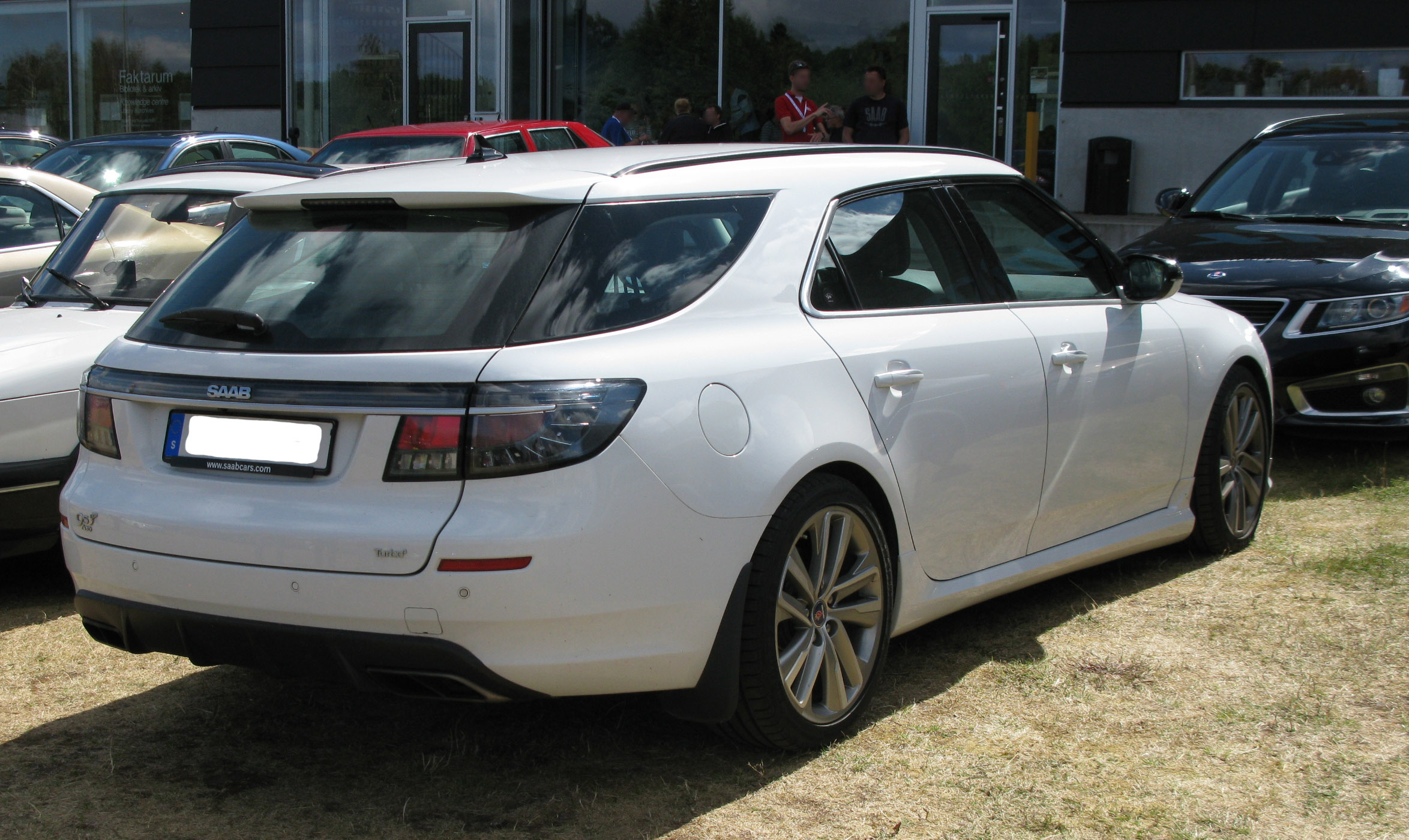
Saab 9-5 SportCombi

Andra generationen 9-5 presenterades på bilsalongen i Frankfurt den 15 september 2009. Utvecklingen av bilen har delats mellan utvecklingscentrum i Trollhättan, Rüsselsheim och Detroit. Den 24 november 2009 rullade den första förseriebilen av produktionslinan i Trollhättan. Sedanen började säljas i juni 2010. Den fick betyget 5 stjärnor i Euro NCAP. Saab planerade att introducera en kombi på Internationella bilsalongen i Genève i mars 2011 med säljstart i april. Det blev aldrig av eftersom produktionen i fabriken stannade av till följd av obetalda räkningar till leverantörer och underleverantörer till Saab Automobile. 11 300 bilar hann tillverkas.
Saab ingick ett avtal med General Motors som bestod i att Saab av konkurrensskäl inte fick tillverka modeller av 9-5 med särskilt hög effekt inom avtalets period. Avtalet gällde till och med 2012. Ett sätt att kringgå detta var att låta ett trimningsföretag modifiera bilen och därefter sälja den under ett annat namn. Ett trimningsföretag som Saab varit i kontakt med, och använt tidigare är schweiziska Hirsch Performance AG. På grund av omständigheterna undersökte Saab möjligheterna att arbeta med Hirsch för att få fram en modell med högre prestanda.

### Motoralternativ och drivhjul
| Bensinmotor          | Bensinmotor | Bensinmotor   | Bensinmotor                          | Bensinmotor                 | Bensinmotor                                     | Bensinmotor                                  | Bensinmotor                                 | Bensinmotor | Bensinmotor |
| Modell               | Motor       | Cylindervolym | Max effekt                           | Max vridmoment              | 0–100 km/h,s                                    | Toppfart                                     | CO2 utsläpp (g/km)                          | Modellår    |             |
| -------------------- | ----------- | ------------- | ------------------------------------ | --------------------------- | ----------------------------------------------- | -------------------------------------------- | ------------------------------------------- | ----------- | ----------- |
| Turbo4 1.6T          | I4          | 1598 cc       | 180 hk (134 kW) vid 5 500 varv/minut | 230 Nm vid 2 200 varv/minut | 9,5 s                                           | 220 km/h                                     | 179                                         | 2011-2012   |             |
| Turbo4 2.0T          | I4          | 1998 cc       | 220 hk (164 kW) vid 5 300 varv/minut | 350 Nm vid 2 500 varv/minut | 7,9 s (man) 8.5s(aut) 8.0s(XWD m) 8.8s(XWD a)   | 240 km/h (man) 235 km/h (aut) 230 km/h (XWD) | 189 (man) 209 (aut) 203 (XWD m) 228 (XWD a) | 2010–2012   |             |
| Turbo6 2.8T          | V6          | 2792 cc       | 300 hk (224 kW) vid 5 500 varv/minut | 400 Nm vid 2 000 varv/minut | 6,9 s                                           | 250 km/h                                     | 244                                         | 2010–2012   |             |
| BioPower-motor       |             |               |                                      |                             |                                                 |                                              |                                             |             |             |
| Modell               | Motor       | Cylindervolym | Max effekt                           | Max vridmoment              | 0–100 km/h,s                                    | Toppfart                                     | CO2 utsläpp (g/km)                          | Modellår    |             |
| Turbo4 2.0T BioPower | I4          | 1998 cc       | 220 hk (164 kW) vid 5 300 varv/minut | 350 Nm vid 2 500 varv/minut | 7,9 s(man) 8,5 s(aut) 8,0 s(XWD m) 8,8 s(XWD a) | 240 km/h (man) 235 km/h (aut) 230 km/h (XWD) | 189 (man) 209 (aut) 203 (XWD m) 228 (XWD a) | 2011-2012   |             |
| Dieselmotor          |             |               |                                      |                             |                                                 |                                              |                                             |             |             |
| Modell               | Motor       | Cylindervolym | Max effekt                           | Max vridmoment              | 0–100 km/h,s                                    | Toppfart                                     | CO2 utsläpp (g/km)                          | Modellår    |             |
| TiD4 2.0             | I4          | 1956 cc       | 160 hk (119 kW) vid 4 000 varv/minut | 350 Nm vid 1 750 varv/minut | 9,9 s (man) 10,1 s (aut)                        | 215 km/h (man) 209 km/h (aut)                | 139 (man) 179 (aut)                         | 2010–2012   |             |
| TTiD4 2.0            | I4          | 1956 cc       | 190 hk (142 kW) vid 4 000 varv/minut | 400 Nm vid 1 750 varv/minut | 8,8 s (FWD) 9,2 s (XWD)                         | 230 km/h (FWD) 220 km/h (XWD)                | 159 (FWD) 176 (XWD)                         | 2011-2012   |             |

| Hirsch motoruppgraderingar | Hirsch motoruppgraderingar | Hirsch motoruppgraderingar | Hirsch motoruppgraderingar | Hirsch motoruppgraderingar | Hirsch motoruppgraderingar | Hirsch motoruppgraderingar | Hirsch motoruppgraderingar |
| -------------------------- | -------------------------- | -------------------------- | -------------------------- | -------------------------- | -------------------------- | -------------------------- | -------------------------- |
| Modell                     | Växellåda drivning         | Maxeffekt                  | Max vridmoment             | 0-100 km/h, s              | Toppfart                   | CO2 utsläpp (g/km)         |                            |
| Turbo4 2.0 (NHT)           | Man, FWD                   | 260hp @ 5 200 varv/min     | 400Nm @ 2 500 varv/min     | 7,2 s                      | 250 km/h                   | 199 g/km                   | 2010                       |
| Turbo4 2.0 (NHT)           | Aut, FWD                   | 260hp @ 5 200 varv/min     | 400Nm @ 2 500 varv/min     | 7,8 s                      | 250 km/h                   | 225 g/km                   | 2010                       |
| Turbo4 2.0 (NHT)           | Man, XWD                   | 260 hk @ 5 200 varv/min    | 400 Nm @ 2 500 varv/min    | 7,3 s                      | 250 km/h                   | 215 g/km                   | 2010                       |
| Turbo4 2.0 (NHT)           | Aut, XWD                   | 260 hk @ 5 200 varv/min    | 400 Nm @ 2 500 varv/min    | 7,9 s                      | 250 km/h                   | 239 g/km                   | 2010                       |
| Turbo4 2.0 (NFT)           | Man, FWD                   | 260 hk @ 5 200 varv/min    | 400 Nm @ 2 500 varv/min    | 7,2 s                      | 250 km/h                   | 197 g/km                   | 2011                       |
| Turbo4 2.0 (NFT)           | Aut, FWD                   | 260 hk @ 5 200 varv/min    | 400 Nm @ 2 500 varv/min    | 7,8 s                      | 250 km/h                   | 223 g/km                   | 2011                       |
| Turbo4 2.0 (NFT)           | Man, XWD                   | 260 hk @ 5 200 varv/min    | 400 Nm @ 2 500 varv/min    | 7,3 s                      | 250 km/h                   | 212 g/km                   | 2011                       |
| Turbo4 2.0 (NFT)           | Aut, XWD                   | 260 hk @ 5 200 varv/min    | 400 Nm @ 2 500 varv/min    | 7,9 s                      | 250 km/h                   | 236 g/km                   | 2011                       |
| Turbo4 2.0 BP (NFT)        | Man, FWD                   | 260 hk @ 5 300 varv/min    | 400 Nm @ 2 500 varv/min    | 7,2 s                      | 250 km/h                   | 197 g/km                   | 2011                       |
| Turbo4 2.0 BP (NFT)        | Aut, FWD                   | 260 hk @ 5 300 varv/min    | 400 Nm @ 2 500 varv/min    | 7,8 s                      | 250 km/h                   | 223 g/km                   | 2011                       |
| Turbo4 2.0 BP (NFT)        | Man, XWD                   | 260 hk @ 5 300 varv/min    | 400 Nm @ 2 500 varv/min    | 7,3 s                      | 250 km/h                   | 212 g/km                   | 2011                       |
| Turbo4 2.0 BP (NFT)        | Aut, XWD                   | 260 hk @ 5 300 varv/min    | 400 Nm @ 2 500 varv/min    | 7,9 s                      | 250 km/h                   | 236 g/km                   | 2011                       |
| Turbo6 2.8                 | Aut, XWD                   | 330 hk @ 5 500 varv/min    | 430 Nm @ 2 500 varv/min    | 6,1 s                      | 260 km/h                   | 272 g/km                   | 2010-2011                  |
| Tid4 2.0                   | Man, FWD                   | 180 hk @ 4 000 varv/min    | 400 Nm @ 1 750 varv/min    | 9,2 s                      | 225 km/h                   | 146 g/km                   | 2010-2011                  |
| Tid4 2.0                   | Aut, FWD                   | 180 hk @ 4 000 varv/min    | 400 Nm @ 1 750 varv/min    | 9,6 s                      | 220 km/h                   | 188 g/km                   | 2010-2011                  |

| Bensinmotorer    | Bensinmotorer    | Bensinmotorer    | Bensinmotorer    | Drivhjul       | Drivhjul      |
| Motor            | År               | Standard         | Tillval          | Framhjulsdrift | Fyrhjulsdrift |
| ---------------- | ---------------- | ---------------- | ---------------- | -------------- | ------------- |
| 1.6T             | 2010-            | 6-växlad manuell | -                | Ja             | Nej           |
| 2.0T             | 2010-            | 6-växlad manuell | 6-växlad automat | Ja             | Ja            |
| 2.8T             | 2009-            | 6-växlad automat | -                | Nej            | Ja            |
| BioPower-motorer | BioPower-motorer | BioPower-motorer | BioPower-motorer | Drivhjul       | Drivhjul      |
| Motor            | År               | Standard         | Tillval          | Framhjulsdrift | Fyrhjulsdrift |
| 2.0T             | 2010-            | 6-växlad manuell | 6-växlad automat | Ja             | Ja            |
| Dieselmotorer    | Dieselmotorer    | Dieselmotorer    | Dieselmotorer    | Drivhjul       | Drivhjul      |
| Motor            | År               | Standard         | Tillval          | Framhjulsdrift | Fyrhjulsdrift |
| 2.0TiD           | 2010-            | 6-växlad manuell | 6-växlad automat | Ja             | Nej           |
| 2.0TTiD          | 2010-            | 6-växlad manuell | -                | Ja             | Ja            |